# Мнацаканян Едуард Андранікович
Едуард Андранікович Мнацаканян (вірм. Էդուարդ Մնացականյան; 6 грудня 1938, Єреван — 18 січня 2016, Єреван) — вірменський шахіст, міжнародний майстер (1978, перший у Вірменії), п'ятиразовий чемпіон Вірменії (1958, 1959, 1960, 1962, 1967), тренер жіночої збірної Вірменії. У складі команди Вірменії учасник 6-ти Спартакіад народів СРСР (1959—1983). Учасник 6-ти міжнародних турнірів в Єревані 1965—1984; кращий результат у 1980 році — 5-е місце. Кращий результати в інших міжнародних змаганнях: Стари-Смоковець (1979) — 3-е; Варна (1986) — 3-6-е місця.
У складі збірної СРСР учасник трьох Всесвітніх студентських Олімпіад: 1963 — третє місце, 1964—1965 — перше місце.

## Зміни рейтингу
| На цьому місці має відображатися графік чи діаграма, однак з технічних причин його відображення наразі вимкнено. Будь ласка, не видаляйте код, який викликає це повідомлення. Розробники вже працюють для того, щоби відновити штатне функціонування цього графіка або діаграми. | |
| | На цьому місці має відображатися графік чи діаграма, однак з технічних причин його відображення наразі вимкнено. Будь ласка, не видаляйте код, який викликає це повідомлення. Розробники вже працюють для того, щоби відновити штатне функціонування цього графіка або діаграми. |